# Heterorachis reducta
Heterorachis reducta är en fjärilsart som beskrevs av Claude Herbulot 1954. Heterorachis reducta ingår i släktet Heterorachis och familjen mätare. Inga underarter finns listade i Catalogue of Life.